# Kámen u Děčína
Kámen (deutsch Heidenstein) ist eine Gemeinde in Tschechien. Sie liegt fünf Kilometer nordöstlich von Děčín und gehört zum Okres Děčín.

## Geographie

### Geographische Lage
Das Kámen befindet sich auf einer Hochfläche im Süden der Böhmischen Schweiz. Nördlich liegt das vom Bynovecký potok (Binsdorfer Bach) gebildete Felsental Vřesová dolina (Heidegrund). Im Nordosten erhebt sich der Bynovecký vrch (Tschabernberg, 412 m), südöstlich der Popovičský vrch (Poppenberg, 527 m), im Südwesten der ins Elbtal abfallende Růžový hřeben (Rosenkamm) mit dem Spálenisko (391 m) und der Růžová vyhlidka (Rosenkammaussicht, 432 m) sowie nordwestlich der Kamenský vrch (Hainhübel, 432,5 m).

### Nachbargemeinden
Nachbarorte sind Bynovec, Nový Svět und Růžová im Norden, Srbská Kamenice im Nordosten, Nová Oleška und Stará Oleška im Osten, Huntířov im Südosten, Ludvíkovice im Süden, Loubí im Südwesten sowie Prostřední Žleb und Podskalí im Westen.

## Geschichte
An der Stelle des heutigen Dorfes wurde wahrscheinlich in der Mitte des 13. Jahrhunderts an der Weggabel des Lausitzer Steigs und der Böhmischen Straße durch die Herrschaft Scharfenstein eine kleine Feste angelegt, der ein Meierhof angeschlossen war. Durch die Grafen Thun-Hohenstein auf Tetschen wurde auf den nördlichen Fluren des Meierhofes Heidenstein in den Jahren 1737 bis 1739 eine Ansiedlung gegründet, die zunächst als Heidensteindörfl oder Neuheidenstein bezeichnet wurde. Der Ort wurde als ein Straßendorf, dessen Häuser fast durchweg giebelseitig zur Straße erbaut wurden, angelegt. 1787 standen in Neuheidenstein 40 Häuser. Der Meierhof erlosch zum Ende des 18. Jahrhunderts und der Ort übernahm seinen Namen. 1833 lebten in den 58 Häusern von Heidenstein 341 Menschen.
Nach der Aufhebung der Patrimonialherrschaften bildete Heidenstein ab 1850 einen Ortsteil der Gemeinde Loosdorf in der Bezirkshauptmannschaft Tetschen/Děčín. 1890 lebten in Heidenstein 359 Menschen, 1910 waren es 336. Auf dem Hainhübel wurde 1901 ein Gasthaus mit einem 20 m hohen Aussichtsturm errichtet, das aber schon 1908 unter merkwürdigen Umständen abbrannte. 1930 hatte Heidenstein 236 Einwohner. Nach dem Münchner Abkommen wurde Heidenstein zusammen mit Loosdorf 1938 dem Deutschen Reich zugeschlagen und gehörte bis 1945 zum Landkreis Tetschen, ab 1943 Tetschen-Bodenbach. Nach dem Ende des Zweiten Weltkrieges kam das Dorf zur Tschechoslowakei zurück. Die deutschen Bewohner wurden bis 1946 vertrieben und der Ort 1947 in Kámen umbenannt. 1980 wurde Kámen zusammen mit Ludvíkovice nach Děčín eingemeindet, wo der Ort bis 1991 den Stadtteil Děčín XXX-Kámen bildete. Seit dem 1. Januar 1992 bildet Kámen eine politische Gemeinde und wurde damit erstmals in seiner Geschichte eigenständig.

## Kultur und Sehenswürdigkeiten
- Vřesová dolina, Sandsteinfelsental und Klettergebiet
- Slunečná brána (Sonnentor), Felstor am Fuße des Kamenský vrch, westlich des Dorfes
- Die Felswand Růžový hřeben